# Мазяркин, Николай Васильевич
Николай Васильевич Мазяркин — советский военный и политический деятель, генерал-лейтенант.

## Биография
Родился в 1933 году в селе Гуран. Член КПСС.
Окончил Калининградское миномётно-артиллерийское училище им. Красина, командно-инженерный факультет Военной инженерной академии им. Ф. Э. Дзержинского.
В 1953—1983 гг. — командир взвода, командир батареи в гвардейских миномётных частях, начальник штаба — заместитель командира, командир ракетного полка, заместитель начальника, начальник испытательной части полигона Капустин Яр.
В 1983—1991 гг. — начальник 4-го Государственного центрального полигона Министерства обороны СССР (Капустин Яр).
Делегат XXVII съезда КПСС.
Умер в 1995 году в Одинцове.

## Награды
- Орден Ленина
- Орден Трудового Красного Знамени
- Орден Красной Звезды
- Орден «За службу Родине в Вооружённых Силах СССР» III степени